# Silene miqueliana
Silene miqueliana (Rohrb.) H. Ohashi & H. Nakai, 1996 è una pianta erbacea perenne appartenente alla famiglia delle Caryophyllaceae, endemica del Giappone.

## Descrizione

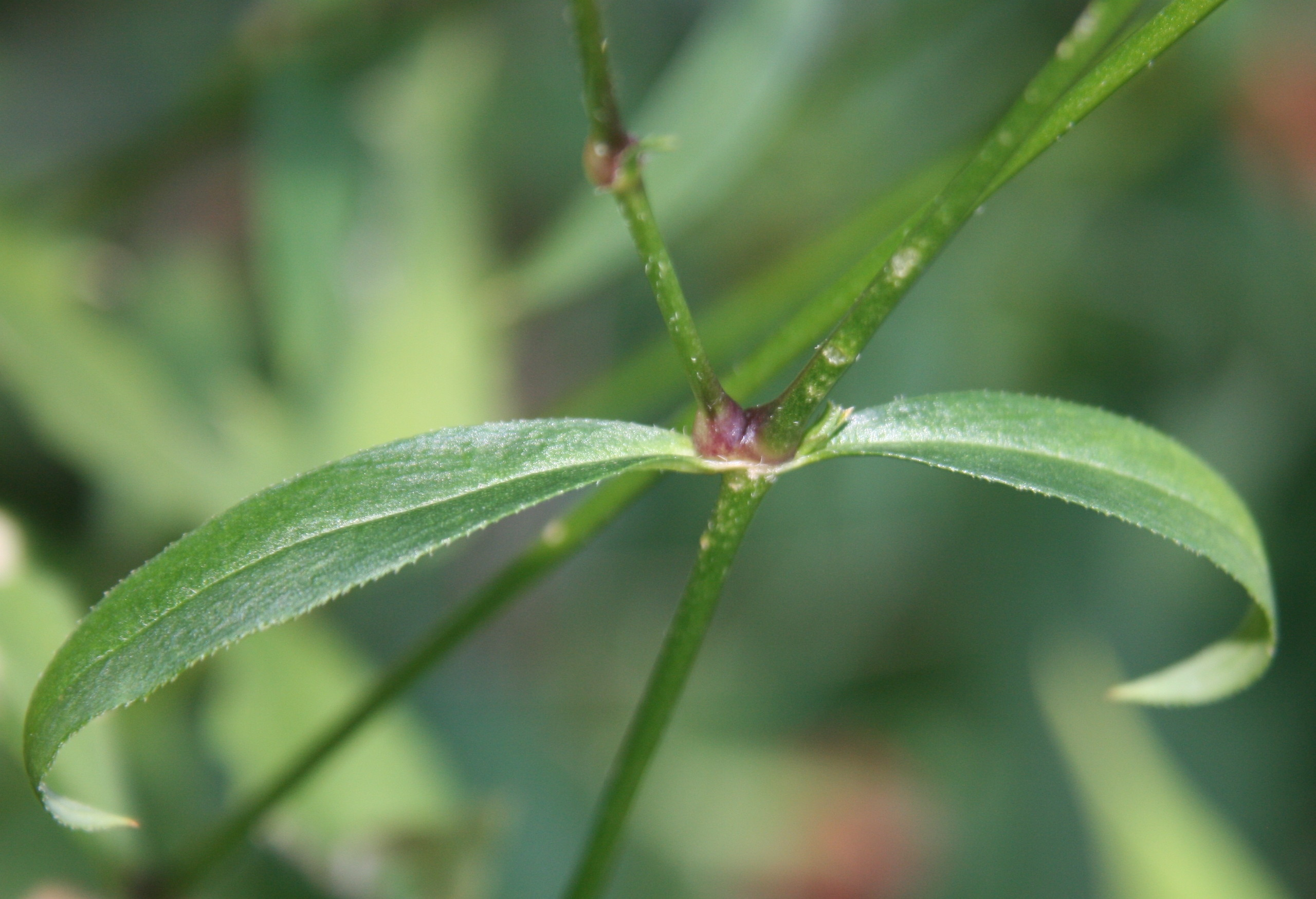
Dettaglio del nodo con le foglie

La pianta si sviluppa verticalmente, ramificandosi verso la cima con un nodo spesso e violaceo; le foglie sono lunghe dai 4 ai 12 cm e larghe dai 2,5 ai 5 cm, con bordi finemente pelosi.
Il calice è cilindrico, lungo fino a 3 cm e terminante in cinque punte. I fiori, grandi 3,5–5 cm, sono formati da cinque petali rossi o arancio, disposti in forma circolare, lunghi 2,5-3,5 cm l'uno e con un solco centrale ben visibile; alla base di ogni petalo ne sono innestati altri due, molto più piccoli e dello stesso colore. Gli stami sono cinque, con antera è viola.
Il frutto è ellittico, con la punta che si divide in cinque parti, mentre i semi sono a forma di rene.

## Biologia
È una pianta perenne, che raggiunge i 40–80 cm di altezza; fiorisce tra luglio e ottobre. Si riproduce abbondantemente, ma non tanto da risultare invasiva. È relativamente resistente al freddo, ma sensibile al caldo estremo.

## Distribuzione e habitat
La specie è endemica del Giappone, specificamente delle isole di Honshū, Shikoku e  Kyūshū. Cresce nelle foreste montuose.